# Rackham
Rackham – osada w Anglii, w hrabstwie West Sussex, w dystrykcie Horsham. Leży 21 km na północny wschód od miasta Chichester i 71 km na południe od Londynu.